# Кабо-де-Орнос (коммуна)
Кабо-де-Орнос (исп. Cabo de Hornos) — коммуна в Чили. Административный центр коммуны и провинции Антарктика-Чилена — посёлок Пуэрто-Уильямс. Население — 1952 человека (2002). Посёлок и коммуна входят в состав провинции Антарктика-Чилена и области Магальянес-и-ла-Антарктика-Чилена.
Территория коммуны — 15 578,7 км². Численность населения — 2063 жителя (2017). Плотность населения — 0,13 чел./км².

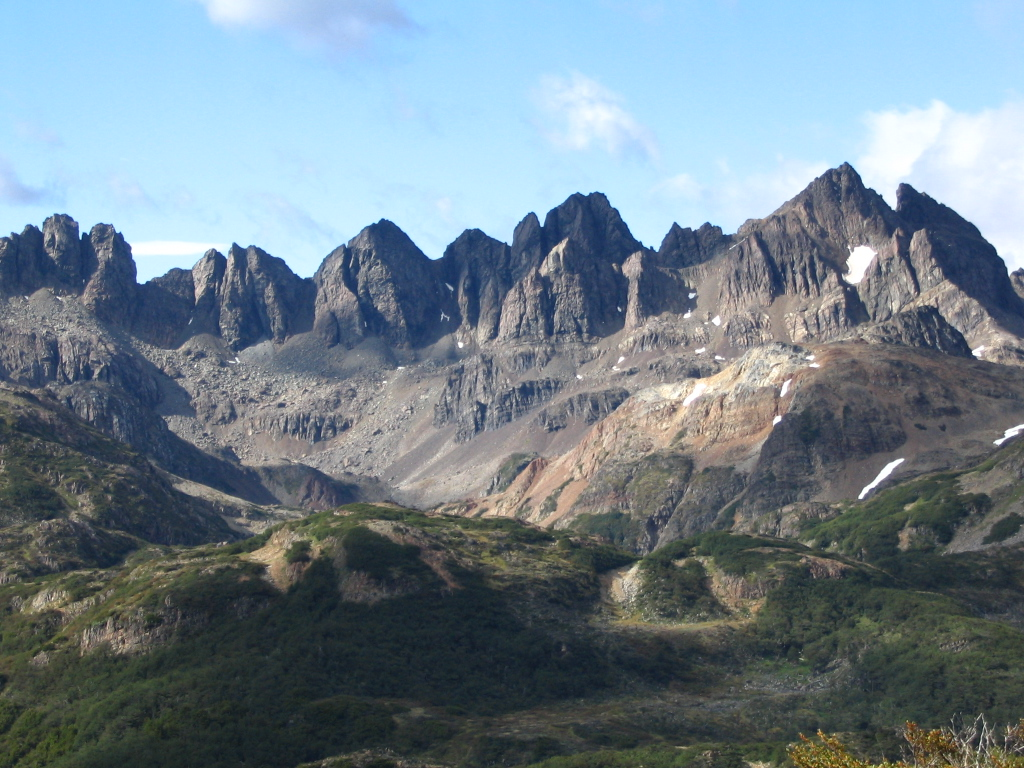
Пейзажи острова Наварино

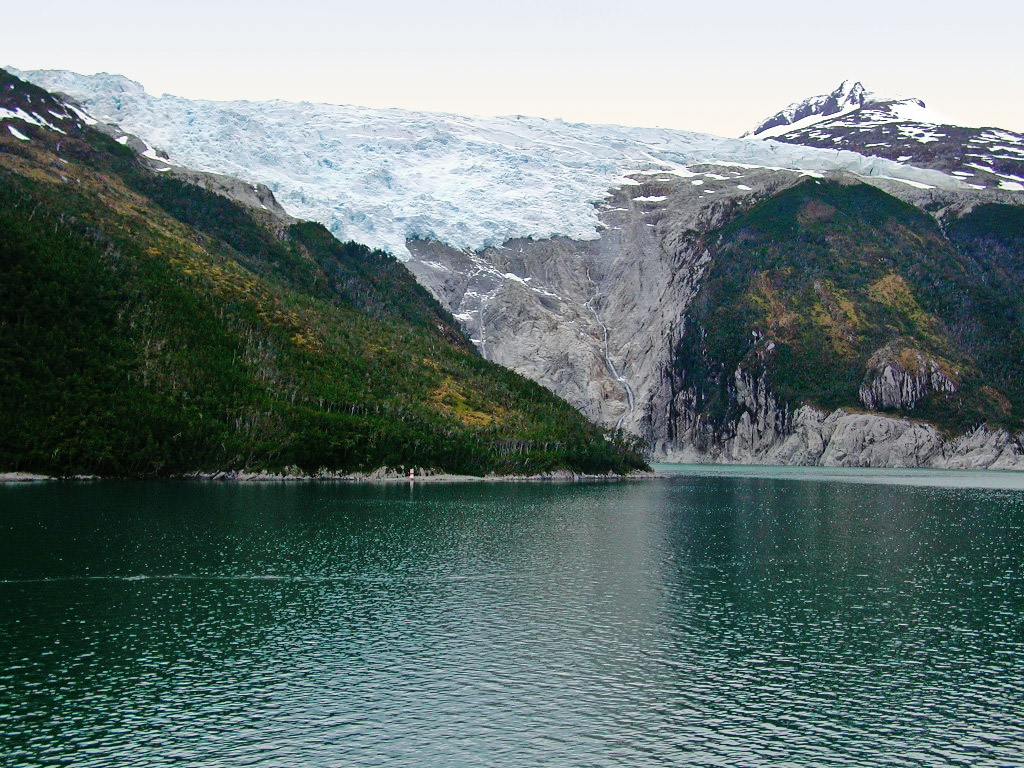
Ледники пролива Бигл

## Расположение
Территория коммуны занимает южную часть архипелага Огненная Земля, в том числе юго-запад одноименного главного острова архипелага и многочисленные острова южнее пролива Бигл, среди которых Осте, Наварино, Гордон, Лондондерри, Стьюарт, Леннокс, Исла-Нуэва, а также острова Ильдефонсо, острова Вулластон (включая остров Горн с мысом Горн) и острова Диего-Рамирес, самую южную часть Америки. 
Западную часть коммуны занимает Национальный Парк Альберто де Агостини, с многочисленными островами, проливами и фьордами. На юге, на островах Вулластон, находится Национальный Парк мыс Горн.
Посёлок Пуэрто-Уильямс расположен на севере острова Наварино на берегу пролива пролива Бигл в 294 км на юго-восток от административного центра области города Пунта-Аренас.
Коммуна граничит:
- на севере — c коммуной Тимаукель
- на северо-востоке — c аргентинской провинцией Огненная Земля, Антарктида и острова Южной Атлантики
- на северо-западе — c коммуной Пунта-Аренас
- на западе — Тихий океан.
- на юге — пролив Дрейка, (на юго-западе и части юга коммуны расположен Тихий океан, на востоке и юго-востоке коммуны расположен Атлантический океан).

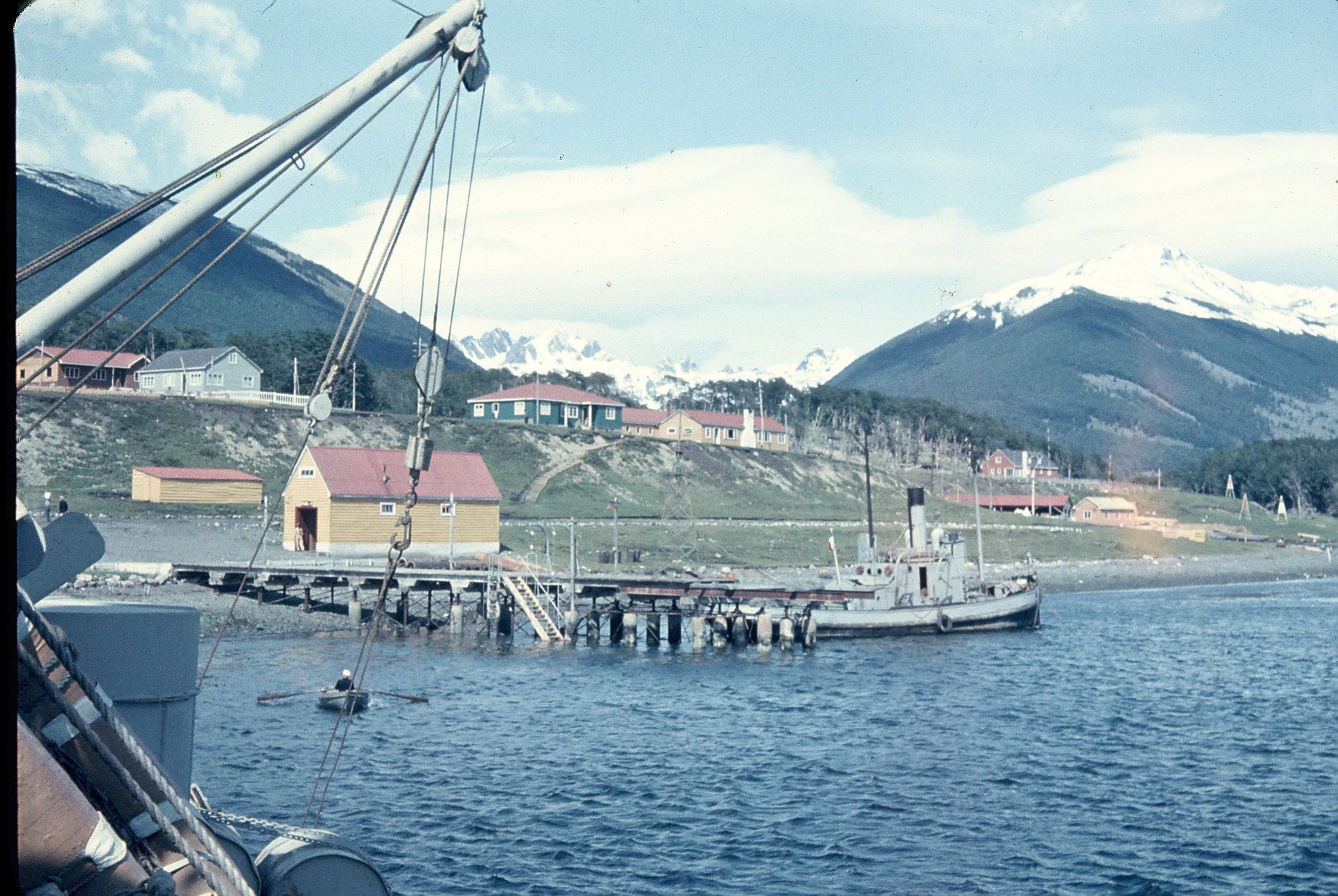
Пуэрто-Уильямс в 1957 году

## История
Эта территория в древности была населена яганами (или яманами), кочевыми лодочниками и морскими охотниками, которые ходили между островами южнее пролива Бигл. Эти острова были открыты в 1830 г. английским парусником Beagle под командованием капитана Роберта Фицроя, который назвал проливы и острова именами его чиновников и корабля.
Мыс Горн был открыт в 1616 году. С 1832 года на этой территории были найдены англиканские миссионеры с Мальвинских островов, которые были первыми колонистами, рождёнными на Огненной Земле. В 1881 году были установлена граница с Аргентиной, проходящая по Огненной Земле.
Золотая лихорадка началась в этих местах в 1890 году. Около 800 золотоискателей из Америки и Европы в течение нескольких лет эксплуатировали золотоносные пески на островах Исла-Нуэва, Леннокс, Пиктон и в Пуэрто-Торо на острове Наварино. К концу XIX века, когда государство начало продажу и аренду земель, развязался скотоводческий бум, который привлек новых колонистов.
Эти две миграции привлекли в эти места людей, что позволило организовать коммуну Наварино, созданную 30 декабря 1927 года и подчинённую департаменту Огненная Земля провинции Магальянес до 4 ноября 1975 года, когда была создана провинция Антарктика-Чилена с центром в посёлке Пуэрто-Уильямс. В 2001 году коммуна Наварино была переименована в Кабо-де-Орнос (в переводе с испанского — мыс Горн, фактически — коммуна мыса Горн) по названию легендарного мыса, находящегося на территории коммуны (на острове Горн).

## Демография
Согласно сведениям, собранным в ходе переписи Национальным институтом статистики в 2017 г., население коммуны составляет 2063 человека, из которых 2/3 мужчин и 1/3 женщин.
Население коммуны составляет 1,3 % от общей численности населения области Магальянес-и-ла-Антарктика-Чилена, при этом 14,46 % относится к сельскому населению и 85,54 % — к городскому.
Главные населенные пункты коммуны — Пуэрто-Уильямс, Пуэрто-Наварино, Калета-Мехильонес, Калета-Эухения и Пуэрто-Торо (основанный в 1892 году). Все основные населённые пункты расположены на северном берегу острова Наварино, на берегу пролива Бигл, напротив южного берега главного острова Огненной Земли. Береговая дорога, которая окаймляет пролив Бигл, объединяет вышеупомянутые посёлки. Большинство их населения — морские рыбаки, занятые ловом морского краба.